# Rollo (tổng)
Rollo là một tổng của tỉnh Bam ở tây bắc Burkina Faso. Thủ phủ của tổng này là thị trấn Rollo. Theo điều tra dân số năm 1996, tổng này có dân số 25.631. 

## Các thị xã và các làng
- Boulguin
- Gondékoubé
- Ibi
- Igondéga
- Kangaré
- Kangaré-Foulbé
- Kobséré
- Koulwéogo
- Lourfa
- Ouenné
- Ouittenga
- Pogoro
- Pogoro-Foulbé
- Tampouï
- Toéssin
- Toéssin-Fulbé